# One-off

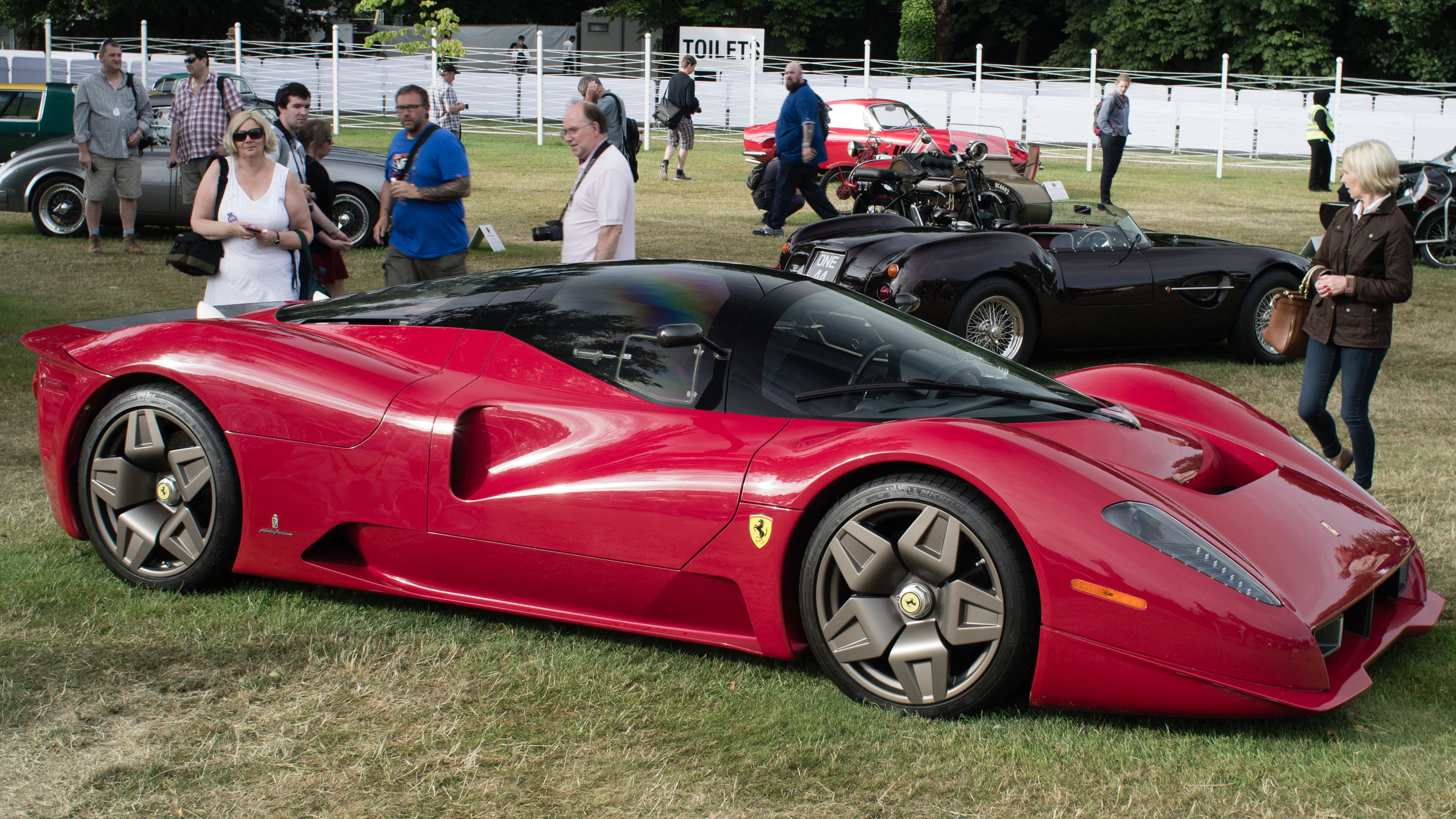
Ferrari P4/5 by Pininfarina – jeden z pierwszych współczesnych samochodów typu one-off

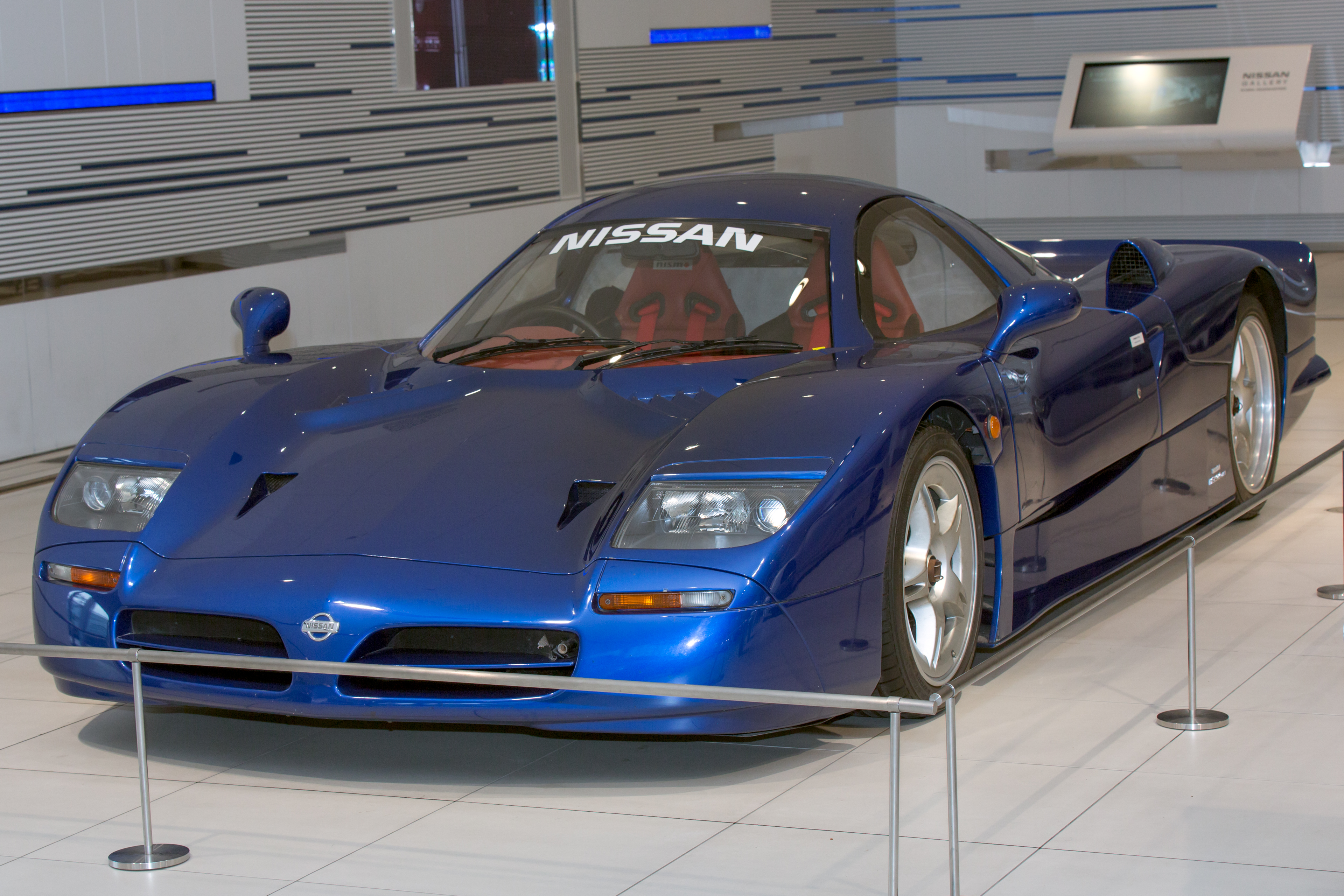
Nissan R390 GT1

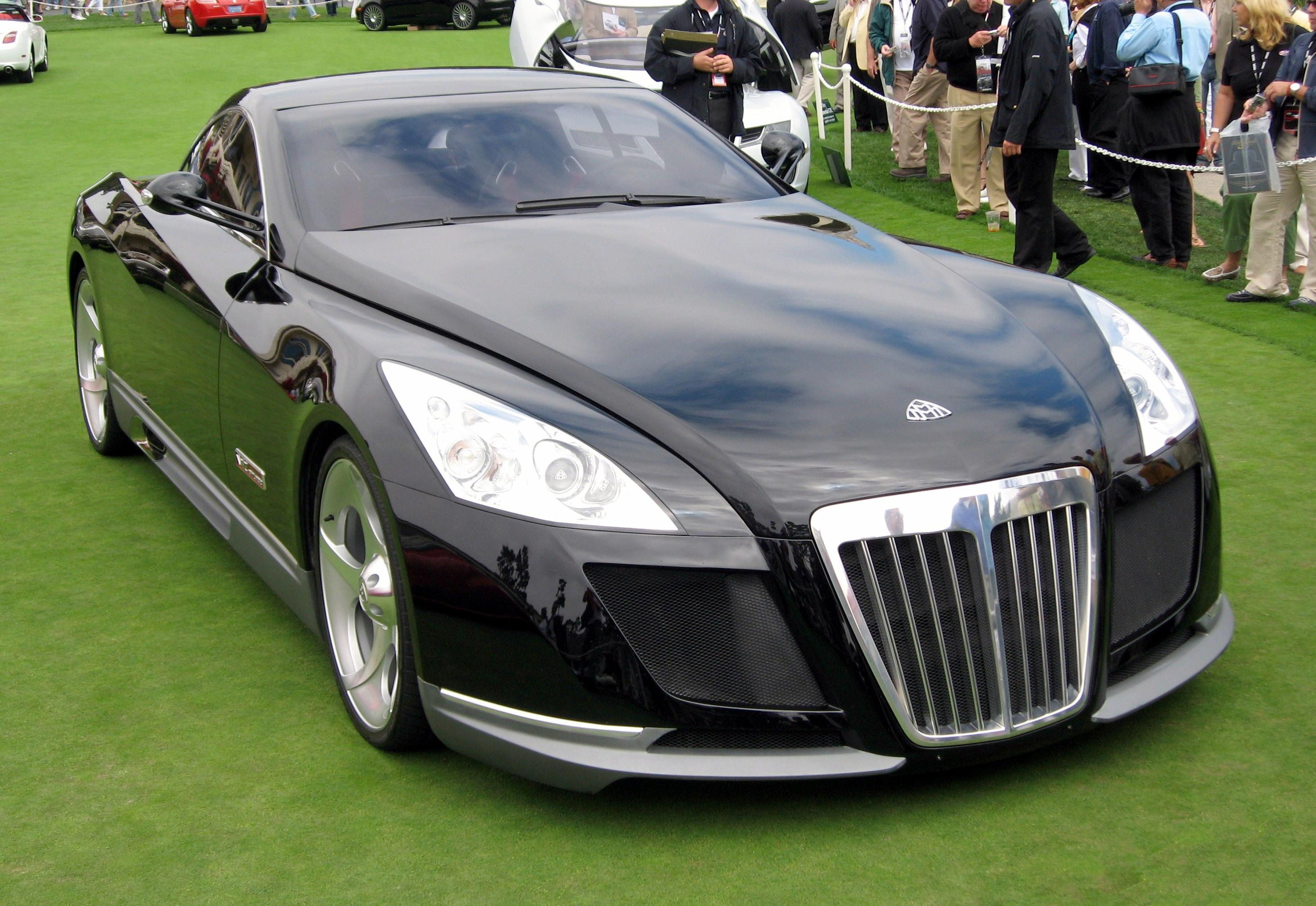
Maybach Exelero

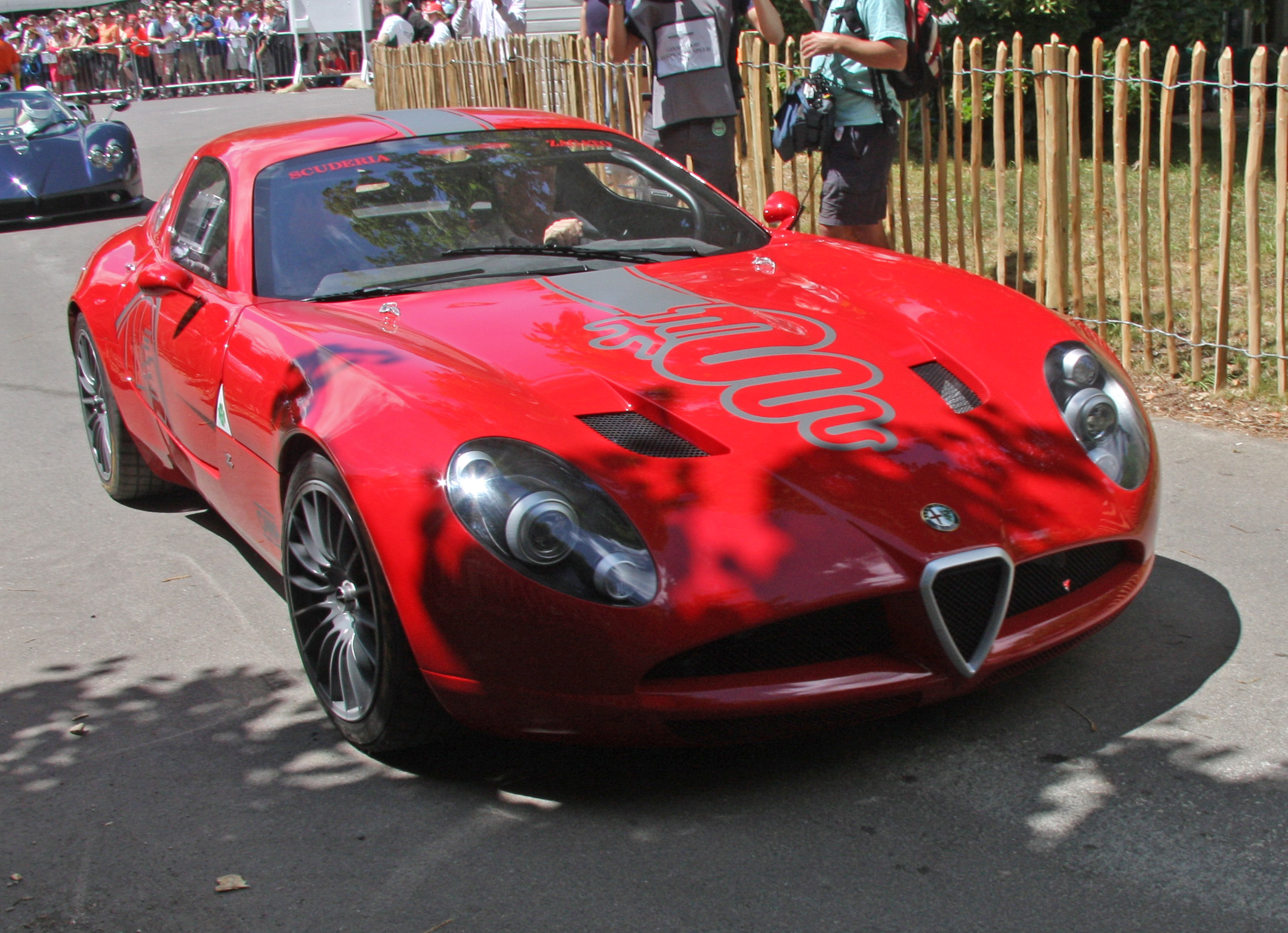
Alfa Romeo TZ3 Corsa

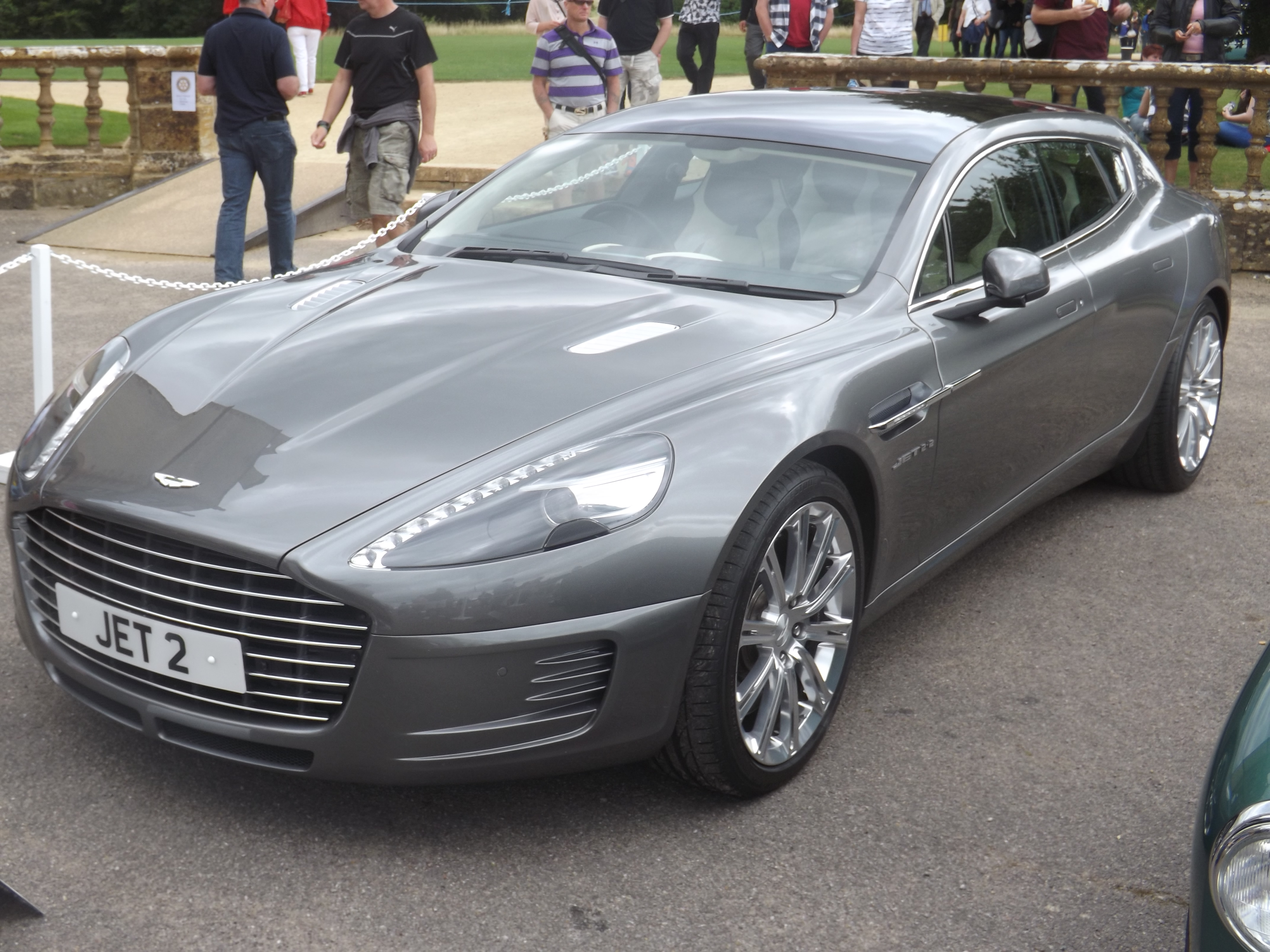
Aston Martin Rapide Bertone Jet

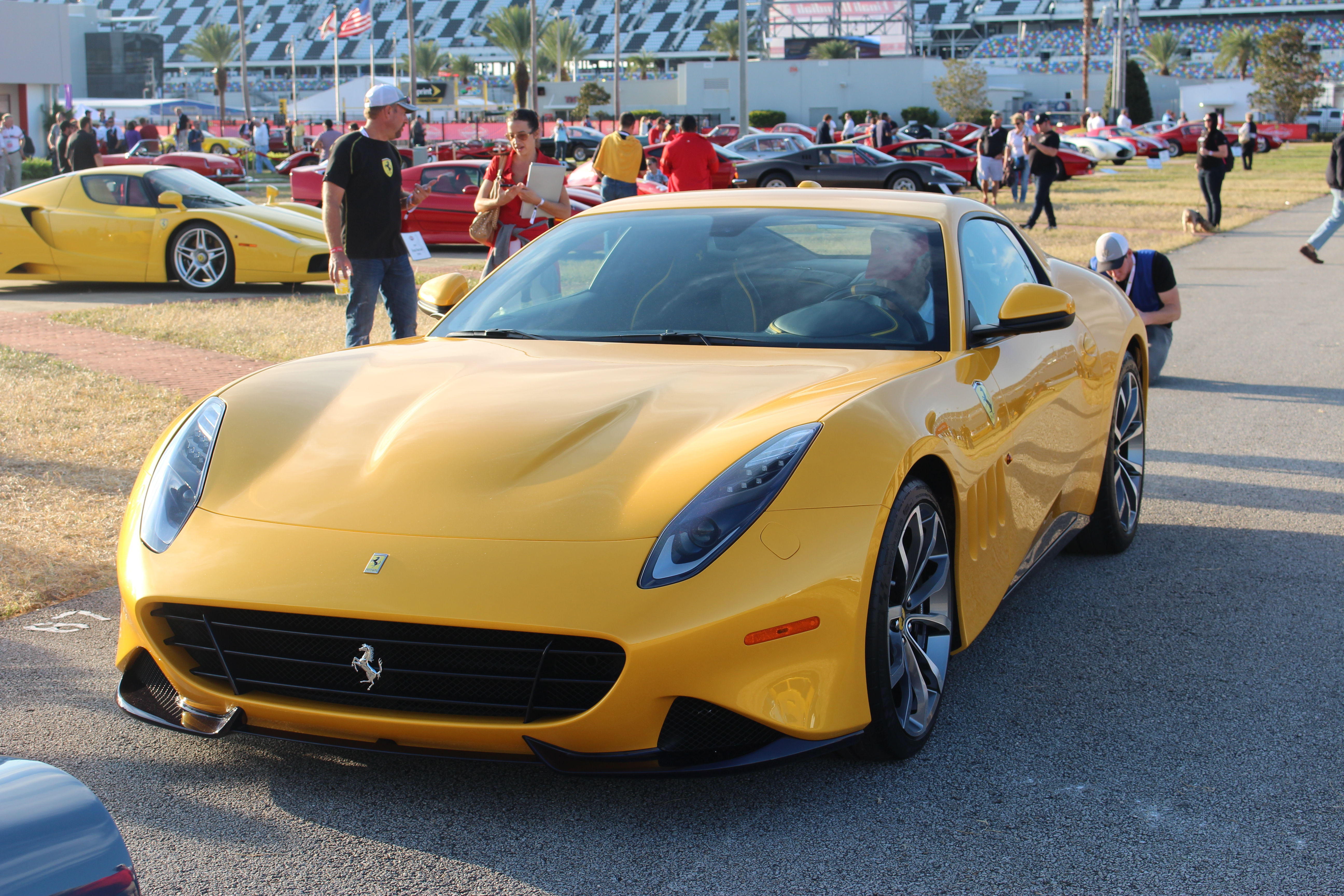
Ferrari SP275 RW Competizione

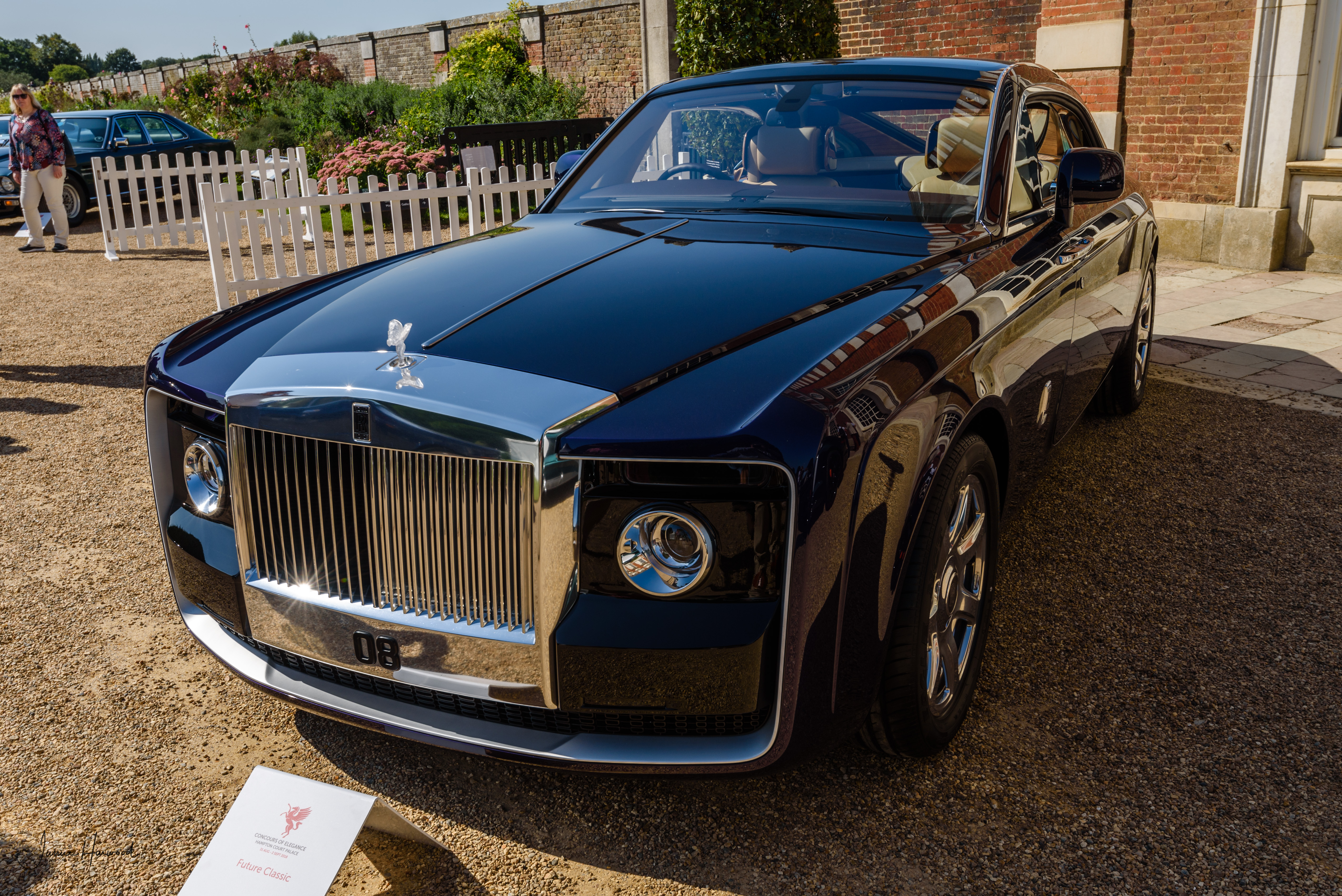
Rolls-Royce Sweptail

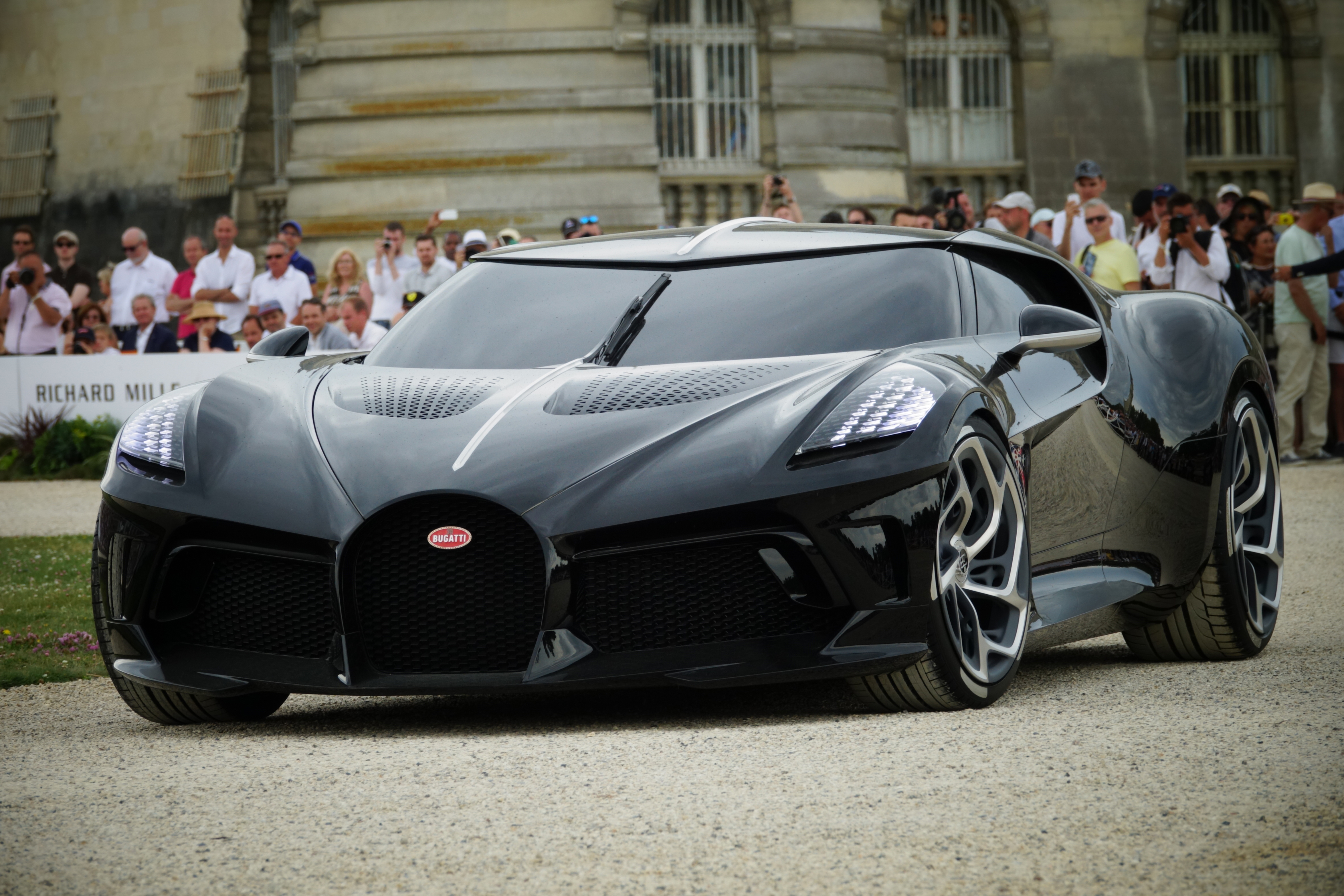
Bugatti La Voiture Noire

One-off (z ang. „jednorazowy”) – pojęcie związane z motoryzacją, oznaczające samochód wyprodukowany w jednej sztuce bez planów uruchomienia jego wielkoseryjnej lub limitowanej produkcji, zbudowany na specjalne zamówienie klienta lub w celach eksperymentalnych.
Pionierem zjawiska zlecania budowy samochodów na specjalne zamówienie jest sułtan Brunei Hassanal Bolkiah, który w latach 90. zbudował kilkutysięczną kolekcję unikatowych samochodów, w której istotną rolę odegrały one-offy. Wraz ze wzrostem popytu na dobra luksusowe w pierwszej dekadzie XXI wieku, samochody one-off stały się ważnym elementem strategii firm produkujących najdroższe samochody na rynku. Specjalne oddziały zajmujące się budowaniem modeli na indywidualne zamówienie wyselekcjonowanych, wieloletnich klientów firmy posiada m.in. Bugatti, Ferrari, Lamborghini, McLaren czy Rolls-Royce. Ponadto, samochody one-off są także filarem działalności niezależnych studiów jak Bertone czy Zagato.

## Historia

### XX wiek
W pierwszej połowie XX wieku samochody one-off budowane przez takie firmy jak Bugatti czy Hispano-Suiza były głównie demonstracją możliwości ówczesnych konstruktorów. Jedną z najsłynniejszych tego typu konstrukcji był model Hispano-Suiza H6B Dubonnet Xenia z 1938 roku oraz Lagonda Rapide V12 Tulipwood Tourer z roku 1939. Przez kolejne pół wieku samochody budowane w jednej sztuce pozostały koncepcją niezagospodarowaną na rzecz co najwyżej konstrukcji limitowanych lub pojedynczych prototypów, ale nieprzeznaczonych do sprzedaży. Trend ten odwrócił na przełomie lat 80. i 90. XX Sułtan Brunei Hassanal Bolkiah słynący z zamiłowania do kolekcjonowania rzadkich lub unikatowych samochodów sportowych i luksusowych, który u europejskich producentów takich pojazdów często zamawiał unikatowe, specjalne konstrukcje zbudowane w jednym egzemplarzu.

### XXI wiek
Pierwszym ważnym samochodem typu one-off w XXI wieku był Maybach Exelero z 2005 roku, zbudowany jako demonstracja możliwości ówczesnej niemieckiej firmy. Taktyka budowania samochodów na specjalne zamówienie stała się ważnym elementem polityki modelowej europejskich producentów najdroższych samochodów w kolejnych latach dwutysięcznych, w czym prekursorem było Ferrari. W 2006 roku przedstawiono model P4/5 by Pininfarina, który powstał w jednym egzemplarzu na specjalne zamówienie amerykańskiego producenta filmowego i przedsiębiorcy Jamesa Glickenhausa. Duża zainteresowanie wokół tego modelu skłoniło włoską firmę do uruchomienia programu Ferrari Special Products, skoncentrowanego na przyjmowaniu i realizowaniu wyselekcjonowanych zamówień na ukikatowe samochody typu one-off. Pierwszym rezultatem był model SP1 z 2008 roku zbudowany na zamówienie wieloletniego klienta Ferrari w Japonii. W tym samym roku studio Pininfarina we współpracy z Rolls-Royce'm zbudowało w jednej sztuce model Hyperion.
Druga dekada XXI wieku, przypadająca na trend większego zainteresowania samochodami luksusowymi i sportowymi, przyniosła dynamiczny wzrost liczby konstrukcji budowanych na zamówienie majętnych klientów. Włoskie Zagato w 2010 roku przedstawiło unikatowy model Alfa Romeo TZ3 Corsa, dwa lata później do tego grona dołączył brytyjski McLaren z modelem X-1 dla anonimowego nabywcy i Lamborghini z roadsterem Aventador J, a w 2014 roku - Morgan z coupe SP1. W 2019 roku dla anonimowego klienta ze Szwajcarii swojego pierwszego one-offa o nazwie La Vioture Noire wyprodukowało Bugatti, z kolei w 2021 roku Rolls-Royce już bez współpracy z producentami nadwozi zainaugurowało nowy oddział budujący samochody na specjalne zamówienie przy okazji prezentacji one-offa Boat Tail.
W 2022 roku premierę swojego pierwszego one-offa o nazwie CC12 zapowiedział szwedzki producent hipersamochodów Koenigsegg, z kolei Mercedes-AMG nawiązał nietypową współpracę z amerykańskim muzykiem will.i.am w celu budowy unikatowego modelu will.i.AMG.

## One-offy
- 1938: Hispano-Suiza H6B Dubonnet Xenia
- 1939: Lagonda Rapide V12 Tulipwood Tourer
- 1951: Bentley Mark VI Cresta II
- 1954: Jaguar XK 140 Zagato
- 1983: Ferrari Meera S
- 1989: Ferrari 412 Ventorosso
- 1993: Ferrari FZ93
- 1995: Jaguar XJ220 Pininfarina
- 1996: Ferrari F50 Bolide
- 1997: Nissan R390 GT1
- 1997: Aston Martin AM3
- 1997: Aston Martin AM4
- 2000: Ferrari 360 Barchetta
- 2004: Aston Martin Vanquish Zagato Roadster
- 2005: Maybach Exelero
- 2006: Ferrari P4/5 by Pininfarina
- 2006: Spyker C12 La Turbie
- 2007: Maserati GS Zagato
- 2008: Spyker C12 Zagato
- 2008: Ferrari SP1
- 2008: Rolls-Royce Hyperion
- 2009: Ferrari P540 Superfast Aperta
- 2010: Alfa Romeo TZ3 Corsa
- 2011: Ferrari Superamerica 45
- 2011: Fiat 500 Coupé Zagato
- 2012: Ferrari SP12 EC
- 2012: McLaren X-1
- 2012: Lamborghini Aventador J
- 2012: BMW Zagato Coupé
- 2012: BMW Zagato Roadster
- 2013: Aston Martin Rapide Bertone Jet 2+2
- 2013: Aston Martin DBS Coupe Zagato Centennial
- 2013: Aston Martin DB9 Spyder Zagato Centennial
- 2013: Porsche Carrera GTZ
- 2014: Morgan SP1
- 2014: Ferrari SP FFX
- 2014: Ferrari F12 TRS
- 2014: Aston Martin Virage Shooting Brake Zagato Centennial
- 2014: Ferrari SP America
- 2014: Ferrari SP30
- 2016: Ferrari 458 MM Speciale
- 2016: Ferrari SP275 RW Competizione
- 2016: Ferrari J50
- 2017: Rolls-Royce Sweptail
- 2018: Ferrari SP38 Deborah
- 2018: Lamborghini SC18 Alston
- 2018: Ferrari SP3JC
- 2019: Alfa Romeo Mole Costruzione Artigianale 001
- 2019: Ferrari P80/C
- 2019: Bugatti La Voiture Noire
- 2020: Lamborghini SC20
- 2020: Aston Martin Victor
- 2020: Ferrari Omologata
- 2021: Rolls-Royce Boat Tail
- 2021: Ferrari BR20
- 2022: Ferrari SP48 Unica
- 2022: will.i.AMG GT W1X
- 2022: Aston Martin DBR22
- 2022: Ferrari SP51
- 2022: Alfa Romeo Giulia SWB Zagato
- 2023: Lamborghini Invencible
- 2023: Lamborghini Authentica
- 2023: Ferrari KC23
- 2023: Ferrari SP-8